# Michael Gaismair
Michael Gaismair (também Michael Gaismayr, Vipiteno, Alto Adige, 1490 — Pádua, Itália, 15 de abril de 1532) foi um líder camponês em Tirol e Salzburgo na época da Guerra dos Camponeses.

## Biografia

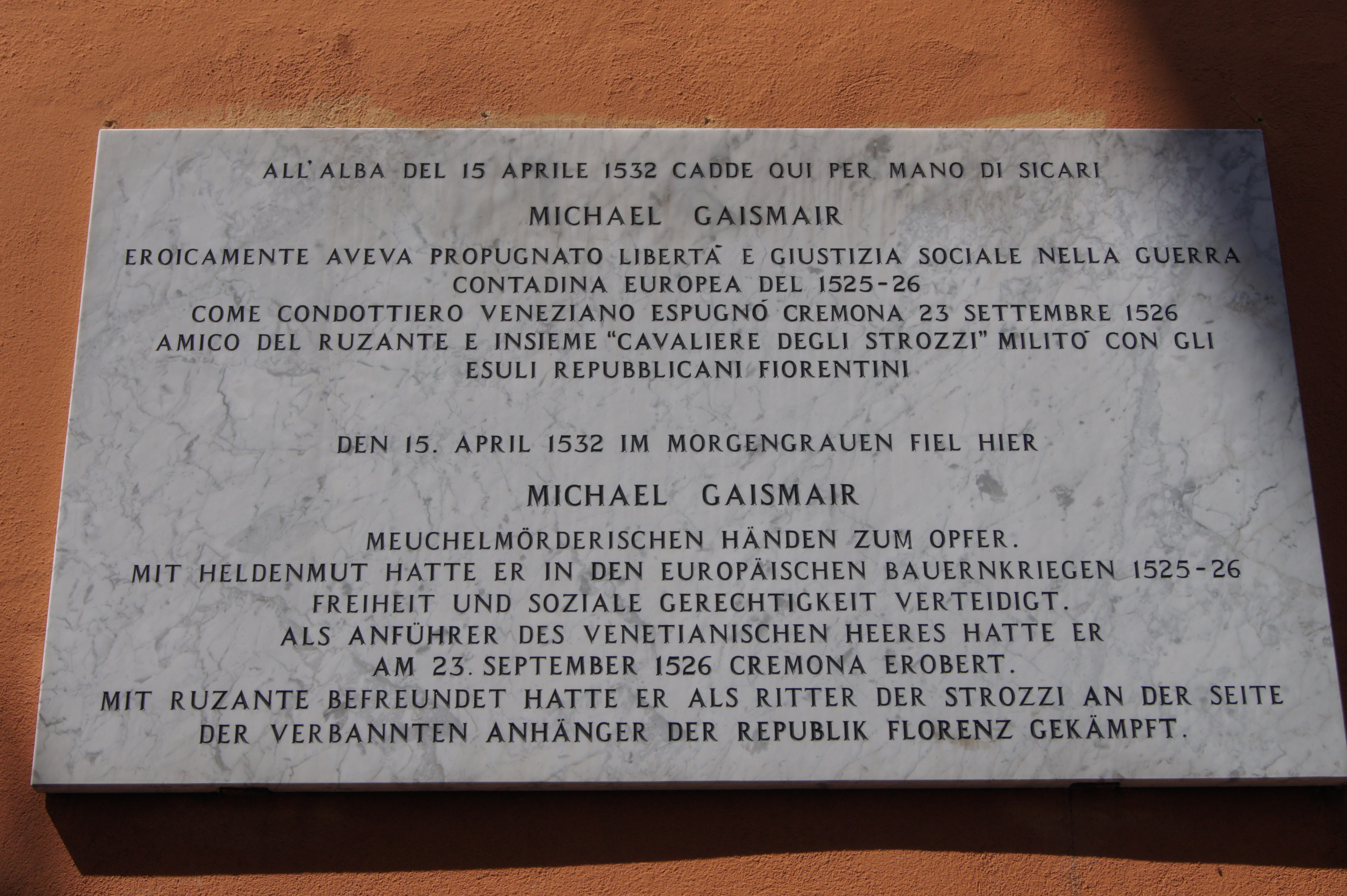
Placa comemorativa no Prato della Valle, em Pádua.

Gaismair era filho de um empresário de mineração, foi secretário do poderoso bispo de Bressanone (Brixen). Em 1525 Gaismair entrou em contato com as idéias anabatista de Felix Mantz e Blaurock Jorg, e pouco depois, em maio, soube das notícia da Guerra dos Camponeses na Alemanha, capitaneada por outro reformador, revolucionário, e anabatista Thomas Müntzer.
Logo em seguida, o Tirol (sob  os Habsburg) tornou-se um barril de pólvora de revoltas populares. Estas revoltas camponesas foram capitaneados por um certo Peter Passler e pelo proprio Gaismair, Brixen e Neustift foram ocupadas e saqueadas. Os rebeldes, reforçados por mineiros locais e sobreviventes da Batalha de Frankenhausen, resistiram aos contra-ataques do exército dos Habsburgos.
Gaismair sonhava de fundar uma república democrática na área, ele previa a abolição da Igreja Católica e seus rituais, substituída por uma fé baseada em um contato direto com Deus, através da interpretação pessoal da Bíblia. Ele também queria  a eliminação de títulos de nobreza, a nacionalização da terra e das minas, a criação de escolas, hospitais, asilos etc
Para superar as diferenças, os líderes da revolta foram convidados para a dieta regional de Innsbruck, em junho de 1525, pelo príncipe Fernando I (Imperador de 1558 a 1564).
Gaismair foi preso acusado de traição mas depois de dois meses, em agosto, ele consegue escapar fugindo para Grisons, Suíça, onde, na primavera de 1526, continuou a luta contra as tropas imperiais.
Apesar das vitórias no campo, Gaismair e seu exército foram forçados a recuar através do território da República de Veneza, então em guerra com os Habsburgos. O Bauernführer (chefe dos agricultores), como era chamado Gaismair, em seguida, virou-se para o Doge Andrea Gritti (1523-1538) para convencê-lo a apoiar uma revolta militar no Tirol, mas ele falhou em sua intenção.
Ele morreu em 1532 em Pádua, em Prato della Valle (onde há uma placa em sua memória) assassinado pelas mãos de dois soldados que queriam a recompensa colocada em sua cabeça por Fernando I.

## Avaliação historiográfica
Por causa de sua luta contra a Igreja e a Monarquia, Gaismair foi ignorado pelos historiadores do seu tempo. No século XX, a sua figura adquiriu mais reputação, sendo porém parcialmente manipulada pelos comunistas, que citam o seu espirito comunitário e os panfletos escritos por ele, e pelo nazismo que enfatizou sua luta contra o conde de Salamanca que era judeu e assessor de Ferdinando.
É somente a partir da segunda metade do século XX que iniciou-se a avaliar a história de Michael Gaismair sob critérios não ideológicos. Neste trabalho destaca-se a "Michael Gaismair Gesellschaft" (Sociedade Michael Gaismair), fundada em 1976.

## Teatro inspirado pela figura de Michael Gaismair
Em 1899, Franz Kranewitter, tiroles e autor de dramas patrióticos, escreveu uma peça dedicada à figura do rebelde, chamada Michel Gaissmayr. No verão de 2001, no festival de teatro de "Tiroler Volksschauspiele" um drama encenado pelo autor austríaco Felix Mitterer foi dedicado à ascensão e queda de Gaismair.